# Silvano Tjong Ahin
Silvano Tjong Ahin is een Surinaams econoom en politicus. Hij was van 2010 tot 2020 directeur van het Management Instituut voor Grondregistratie en Land Informatie Systeem en van 2016 tot 2019 president-commissaris van de Centrale Bank van Suriname (CBvS). In 2020 trad hij toe tot het kabinet-Santokhi als minister van Ruimtelijke Ordening en Milieu.

## Biografie
Tjong Ahin behaalde een doctorandus-titel (vergelijkbaar met master) in economie aan de AdeKUS en volgde ook nog een studie in economische planning aan het Institute for Social Studies, in beide gevallen in Paramaribo. Tjong Ahin is lid van de Nationale Partij Suriname (NPS).
Hij werkte vier jaar lang, van 1995 tot 1999, op het ministerie van Planning en Internationale Samenwerking en aansluitend tot 2010 als econoom voor de Inter-Amerikaanse Ontwikkelingsbank. Sinds 2010 was hij directeur van het Management Instituut voor Grondregistratie en Land Informatie Systeem (MI-GLIS). Daarnaast was hij van 2009 tot 2013 directeur van de Organisatie voor Projectuitvoering en Sociale Studies (OPUSS). In 2019 hadden hij en ROGB-minster Roline Samsoedien een arbeidsconflict met het MI-GLIS-personeel over het ontslag van een hypotheekbewaarder, die uitliep op een staking. De gespannen verhoudingen hielden meer dan een jaar aan.
In januari 2016 werd hij benoemd tot president-commissaris van de CBvS en werkte hij samen met governor Glenn Gersie en hoogleraar en voormalig internationaal centralebank-directeur Anthony Caram. In 2019 hield president Desi Bouterse een reshuffle in de top van de CBvS, waarbij hij alle drie uit hun functies onthief en de leiding van de centrale bank in handen gaf van Robert-Gray van Trikt, de zoon van minister Lilian Ferrier.
Na de verkiezingen van 2020  trad het kabinet-Santokhi aan, en Tjong Ahin voor de NPS als minister van Ruimtelijke Ordening en Milieu. Hij deed in maart 2023 afstand van zijn post nadat de NPS de coalitie had verlaten. Hij werd ad interim opgevolgd door minister Steven Mac Andrew en uiteindelijk door Marciano Dasai.